# Henry Largie
Henry Largie (Kingston, 31 dicembre 1940 – novembre 2020) è stato un calciatore giamaicano, di ruolo difensore.

## Carriera

### Club
Largie inizia la carriera in patria, giocando prima nell'YMCA e poi nel Lig. Nel 1967 si trasferisce negli Stati Uniti d'America per giocare negli Atlanta Chiefs e poi nei canadesi del Toronto Falcons nella NPSL 1967.
L'anno dopo partecipa alla neonata North American Soccer League, inizialmente tra le file dei Baltimore Bays e poi dei capitolini del Washington Whips, con cui ottenne il secondo posto della Atlantic Division.
L'anno dopo torna agli Chiefs con cui giunge secondo in campionato. La 1970 ottenne il secondo posto nella Southern Division, piazzamento ottenuto anche la stagione seguente dopo aver perso le finali del torneo contro il Dallas Tornado. Nelle finali giocò per gli Chiefs tutte e tre le sfide contro i texani del Dallas Tornado, segnando anche l'unica rete dei georgiani nella gara di ritorno del 15 settembre, persa per 4-1.
Nella North American Soccer League 1972 Largie con i suoi ottenne il terzo posto nella Southern Division.

### Nazionale
Largie ha giocato nella nazionale di calcio della Giamaica. Con la sua nazionale ottiene il quarto posto del torneo calcistico dei IX Giochi centramericani e caraibici tenutosi a Kingston.
Nel 1965 con la sua nazionale giunse a giocare il secondo turno delle qualificazioni al campionato mondiale 1966.
Nell'agosto 1965 è convocato per gli incontri d'esibizione dell'Independence Football Festival.
Nel 1968 Largie con la sua nazionale chiude all'ultimo posto del Gruppo 3 delle qualificazioni al campionato mondiale di calcio 1970 della CONCACAF.

## Statistiche

### Cronologia presenze e reti in Nazionale[6]
| Cronologia completa delle presenze e delle reti in nazionale ― Giamaica | Cronologia completa delle presenze e delle reti in nazionale ― Giamaica | Cronologia completa delle presenze e delle reti in nazionale ― Giamaica | Cronologia completa delle presenze e delle reti in nazionale ― Giamaica | Cronologia completa delle presenze e delle reti in nazionale ― Giamaica | Cronologia completa delle presenze e delle reti in nazionale ― Giamaica | Cronologia completa delle presenze e delle reti in nazionale ― Giamaica | Cronologia completa delle presenze e delle reti in nazionale ― Giamaica |
| Data                                                                    | Città                                                                   | In casa                                                                 | Risultato                                                               | Ospiti                                                                  | Competizione                                                            | Reti                                                                    | Note                                                                    |
| ----------------------------------------------------------------------- | ----------------------------------------------------------------------- | ----------------------------------------------------------------------- | ----------------------------------------------------------------------- | ----------------------------------------------------------------------- | ----------------------------------------------------------------------- | ----------------------------------------------------------------------- | ----------------------------------------------------------------------- |
| 13-8-1962                                                               | Kingston                                                                | Giamaica                                                                | 6 – 1                                                                   | Porto Rico                                                              | IX Giochi centramericani e caraibici                                    | 1                                                                       |                                                                         |
| 15-8-1962                                                               | Kingston                                                                | Giamaica                                                                | 1 – 3                                                                   | Antille Olandesi                                                        | IX Giochi centramericani e caraibici                                    | -                                                                       |                                                                         |
| 17-8-1962                                                               | Kingston                                                                | Giamaica                                                                | 0 – 2                                                                   | Venezuela                                                               | IX Giochi centramericani e caraibici                                    | -                                                                       | Ingresso                                                                |
| 24-8-1962                                                               | Kingston                                                                | Giamaica                                                                | 6 – 1                                                                   | Cuba                                                                    | IX Giochi centramericani e caraibici                                    | -                                                                       | Uscita                                                                  |
| 16-1-1965                                                               | Kingston                                                                | Giamaica                                                                | 2 – 0                                                                   | Cuba                                                                    | Qual. Mondiali 1966                                                     | -                                                                       |                                                                         |
| 23-1-1965                                                               | Kingston                                                                | Giamaica                                                                | 2 – 0                                                                   | Antille Olandesi                                                        | Qual. Mondiali 1966                                                     | -                                                                       |                                                                         |
| 3-2-1965                                                                | L'Avana                                                                 | Antille Olandesi                                                        | 0 – 0                                                                   | Giamaica                                                                | Qual. Mondiali 1966                                                     | -                                                                       |                                                                         |
| 8-2-1965                                                                | L'Avana                                                                 | Cuba                                                                    | 2 – 1                                                                   | Giamaica                                                                | Qual. Mondiali 1966                                                     | -                                                                       |                                                                         |
| 3-5-1965                                                                | Kingston                                                                | Giamaica                                                                | 2 – 3                                                                   | Messico                                                                 | Qual. Mondiali 1966                                                     | -                                                                       |                                                                         |
| 7-5-1965                                                                | Città del Messico                                                       | Messico                                                                 | 8 – 0                                                                   | Giamaica                                                                | Qual. Mondiali 1966                                                     | -                                                                       |                                                                         |
| 22-5-1965                                                               | Kingston                                                                | Giamaica                                                                | 1 – 1                                                                   | Costa Rica                                                              | Qual. Mondiali 1966                                                     | -                                                                       |                                                                         |
| 27-11-1968                                                              | San José                                                                | Costa Rica                                                              | 3 – 0                                                                   | Giamaica                                                                | Qual. Mondiali 1970                                                     | -                                                                       |                                                                         |
| 1º-12-1968                                                              | San José                                                                | Costa Rica                                                              | 3 – 1                                                                   | Giamaica                                                                | Qual. Mondiali 1970                                                     | -                                                                       |                                                                         |
| 5-12-1968                                                               | Tegucigalpa                                                             | Honduras                                                                | 3 – 1                                                                   | Giamaica                                                                | Qual. Mondiali 1970                                                     | -                                                                       |                                                                         |
| 8-12-1968                                                               | Tegucigalpa                                                             | Honduras                                                                | 2 – 0                                                                   | Giamaica                                                                | Qual. Mondiali 1970                                                     | -                                                                       |                                                                         |
| Totale                                                                  |                                                                         | Presenze                                                                | 15+                                                                     |                                                                         | Reti                                                                    | 1+                                                                      |                                                                         |